# 曾国强
曾国强（1965年3月18日—），出生于广东省东莞市石龙镇，中国前举重运动员，1984年奥运会男子举重52公斤级冠军，挺举最后一把130公斤破世界纪录。曾国强是第一个获得举重奥运会金牌的中华人民共和国公民，他也是第二个获得奥运会金牌的中华人民共和国公民。

## 資料來源
1. ↑  刘小明. . 人民日报. 1984-07-31: 3.